# Мелба (сорт яблук)

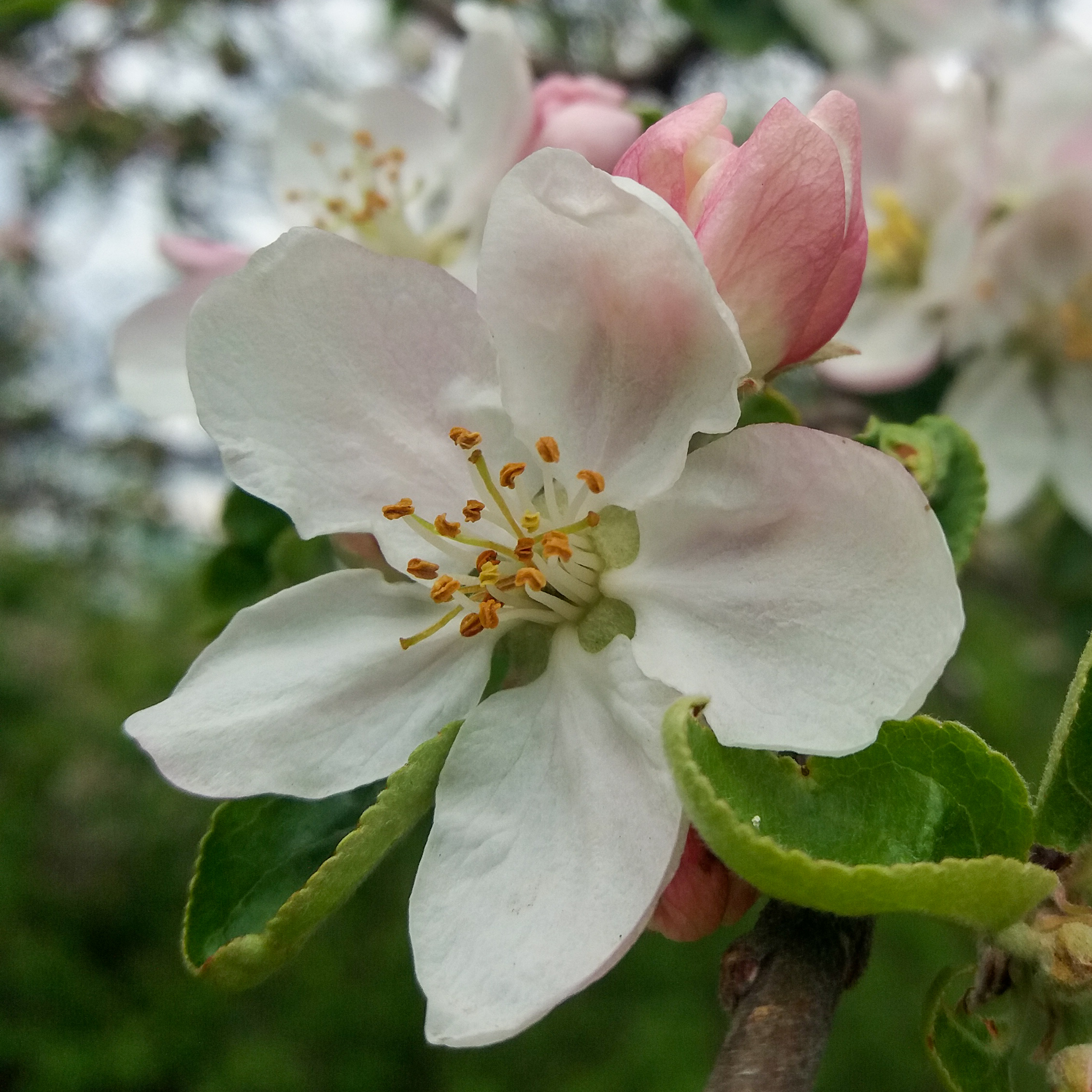
Цвіт яблуні Мелба

Мелба — це високоякісний літній сорт яблуні виведений у Канаді 1898 року з насіння Макінтош, отриманого від вільного запилення.
Вік плодоносіння — 4-5 років, на карликових підщепах дерева починають плодоносити на третій рік після саджання.
Дерево середнього росту, округлої форми крони, зимостійке. Скороплідне, середній урожай з дерева — 150—200 кг. Недоліком цього сорту є слабка стійкість до грибкових захворювань. Недостатньо стійке до парші. Сорт схильний до періодичності плодоношення.
Плоди середні (110—130 г) округлі і сплющено-конічні, зеленувато-жовті, з інтенсивним розмито-смугастим, червоним рум'янцем і сизим нальотом. М'якоть біла, дуже соковита і ніжна, відмінного кислувато-солодкого смаку з цукерковим присмаком.
Час дозрівання: II декада серпня. Зберігаються після збору 2-3 тижні.